# Salève
De Salève is een berg in het Franse departement Haute-Savoie. Door zijn ligging direct ten zuiden van de stad Genève wordt de berg ook wel het "balkon van Genève" genoemd. De Salève is een langgerekte plateauberg met een lengte van 21 km en heeft verschillende toppen: de Pitons en de Grand en de Petit Salève. De hoogste van deze bergtoppen is de Grand Piton, met een hoogte van 1379 meter. Sinds 1932 is de Salève te bereiken met een kabelbaan. De kabelbaan werd vernieuwd in 1983. Het hoogste punt van de Grand Salève is 1302 meter hoog en bevindt zich een ruime twee kilometer ten zuiden van het bergstation van de kabelbaan. Tussen 1892 en 1935 werd de Salève bediend door de eerste elektrische tandradspoorweg ter wereld.
De oostelijke zijde van de Salève duikt onder de molasse van het Bornesmassief terwijl de westelijke zijde (zichtbaar vanuit Genève) abrupt eindigt op kliffen. De westzijde is sterk onderhevig aan erosie en wordt gekenmerkt door meerdere smalle en diepe kloven. De bekendste is de Grande Varappe, een plaats waar het Franse rotsklimmen zich sterk ontwikkelde in de negentiende eeuw.
De berg strekt zich uit van Étrembières in het noorden tot de hangbrug van la Caille in het zuiden. Helemaal in het noorden bevindt zich de Kleine Salève, die van de rest van de berg wordt geschieden door de vallei van Monnetier. Deze vallei ontstond door subglaciale smeltwaterstromen in een breukzone tussen de Petit en Grand Salève. Eerder dacht men hier de Arve gestroomd zou hebben. De Pitons vormen de toppen van het de zuidelijke helft van de berg, die van de Grand Salève wordt gescheiden door de pas bij La Croisette. Bij La Croisette bevindt zich de enige bergpas die via de steile westflank van de berg omhoog gaat. De route start vanuit Collonges-sous-Salève.
De Salève was het eerste werkterrein van natuurkundige Horace-Benedict de Saussure, hoogleraar aan de Académie de Genève. Hij onderzocht het hele bergplatteau, voor hij aan zijn onderzoek verder in de Alpen begon.

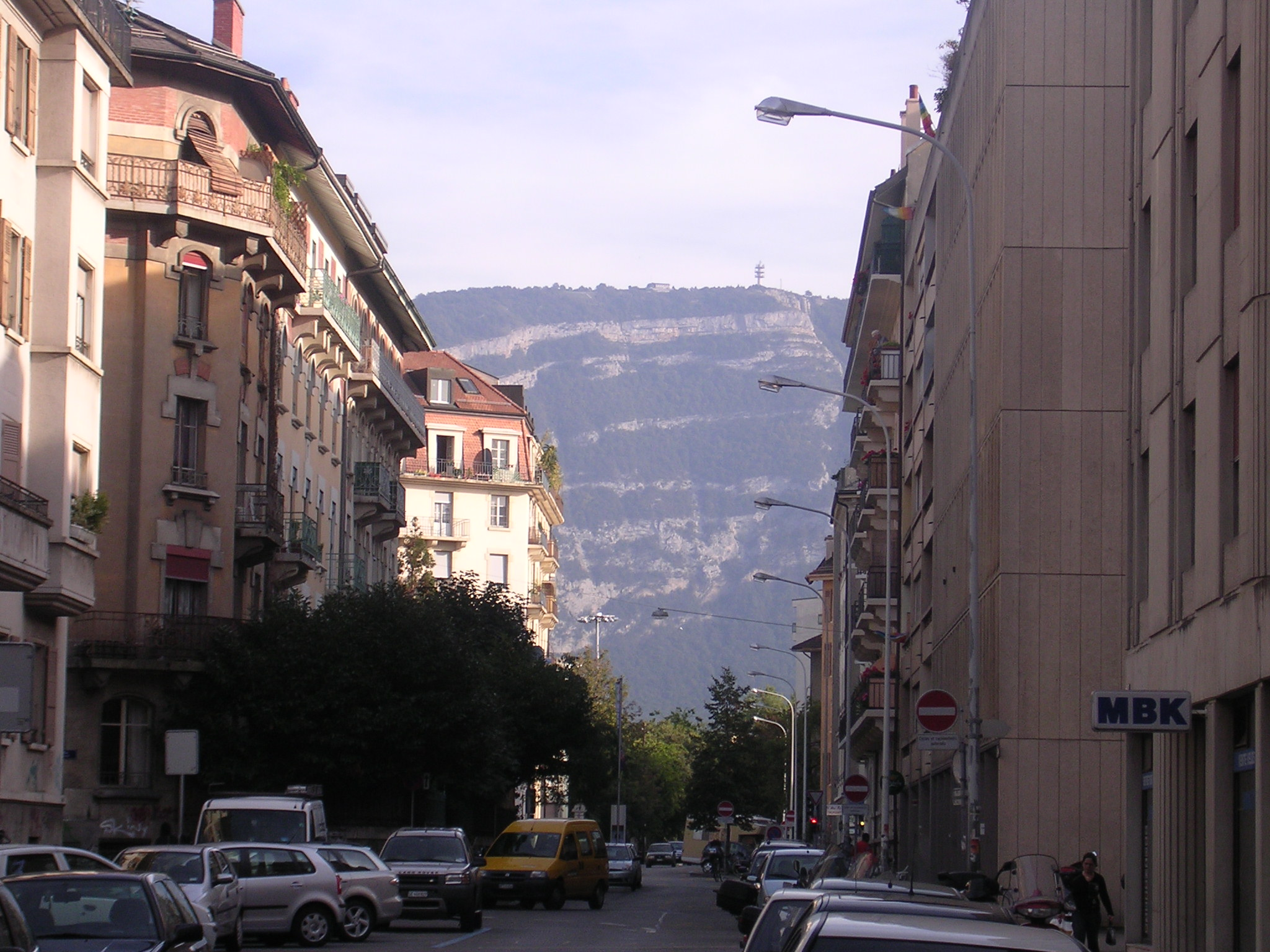
De Salève gezien vanuit Genève
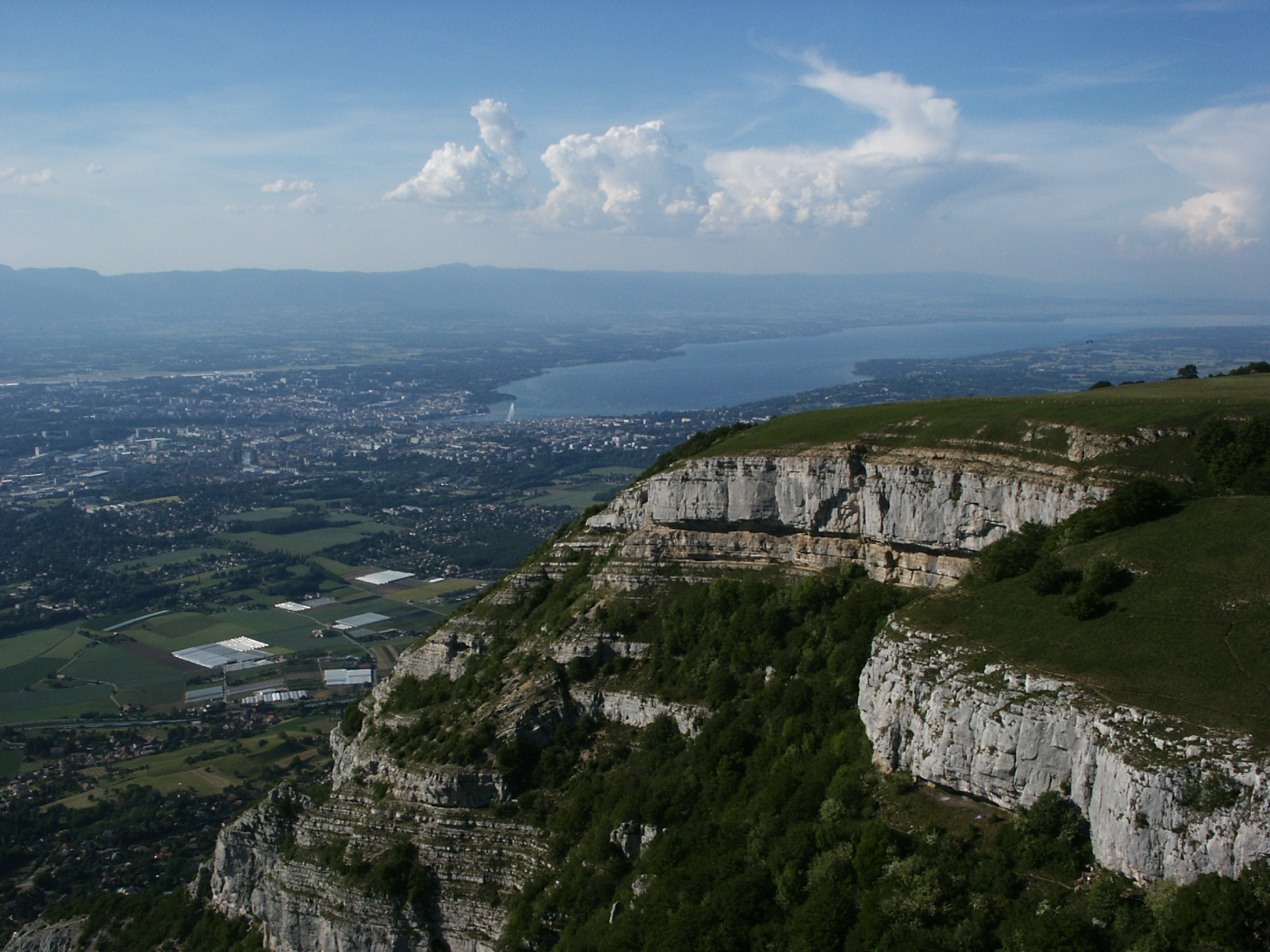
Luchtfoto van de Salève en Genève met de Jet d'Eau, het Meer van Genève en de bergen van de Jura in de achtergrond
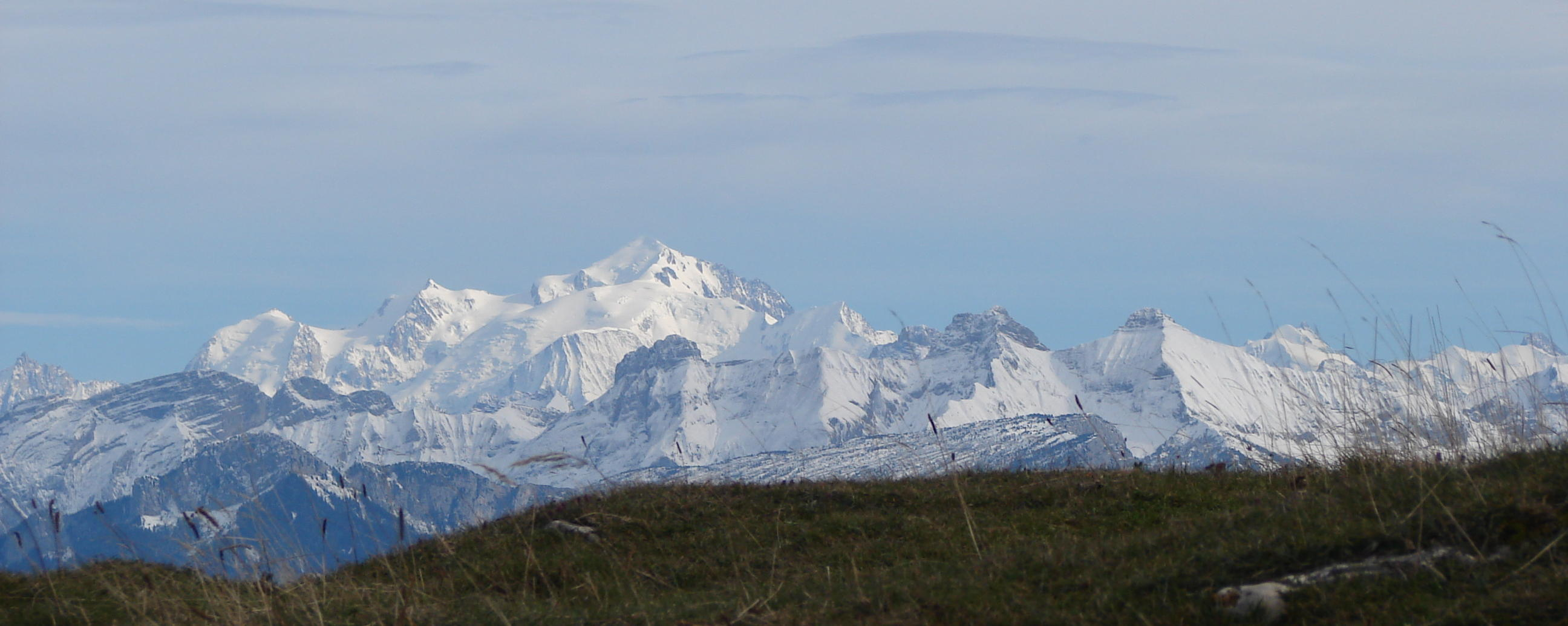
Zicht op de Mont-Blanc vanaf de top van de Salève
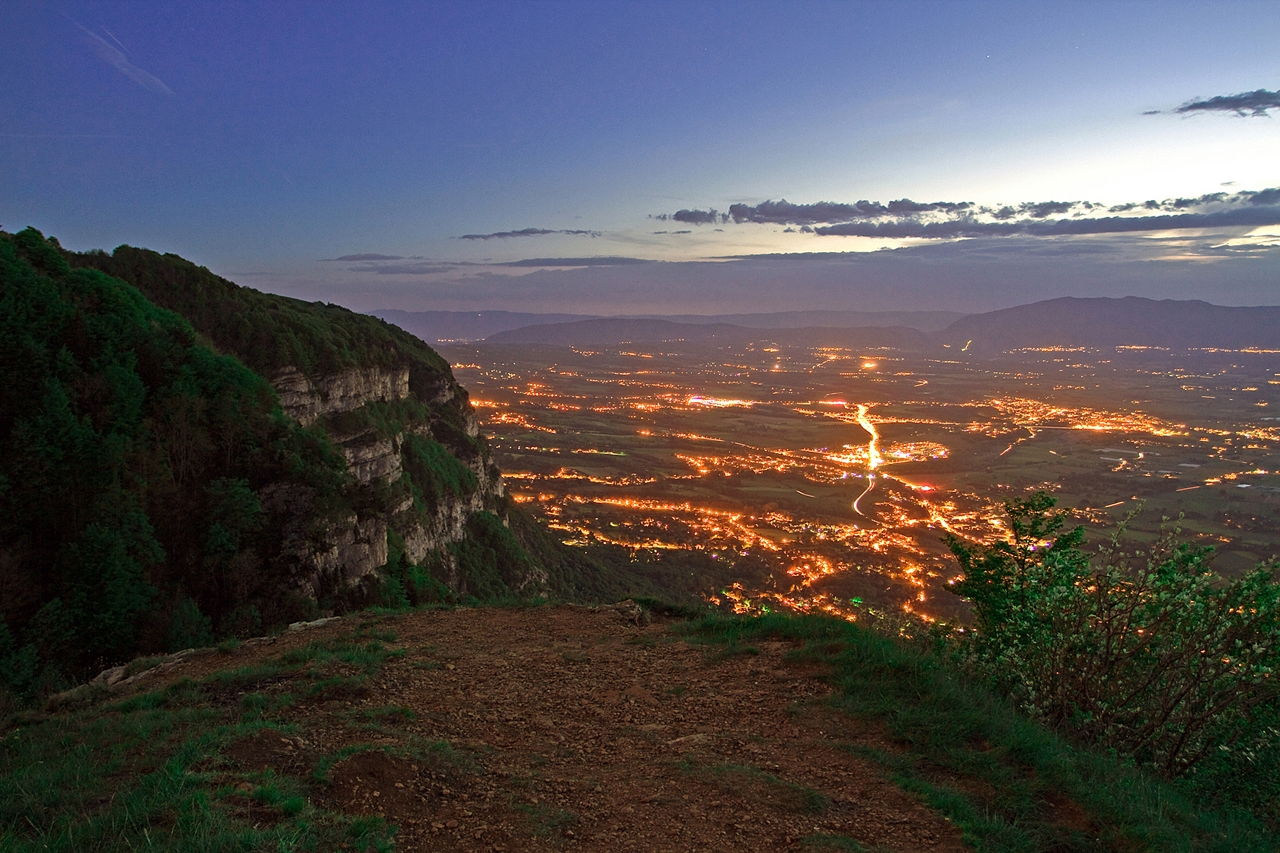
Nachtelijk zicht op St-Julien vanaf de Salève
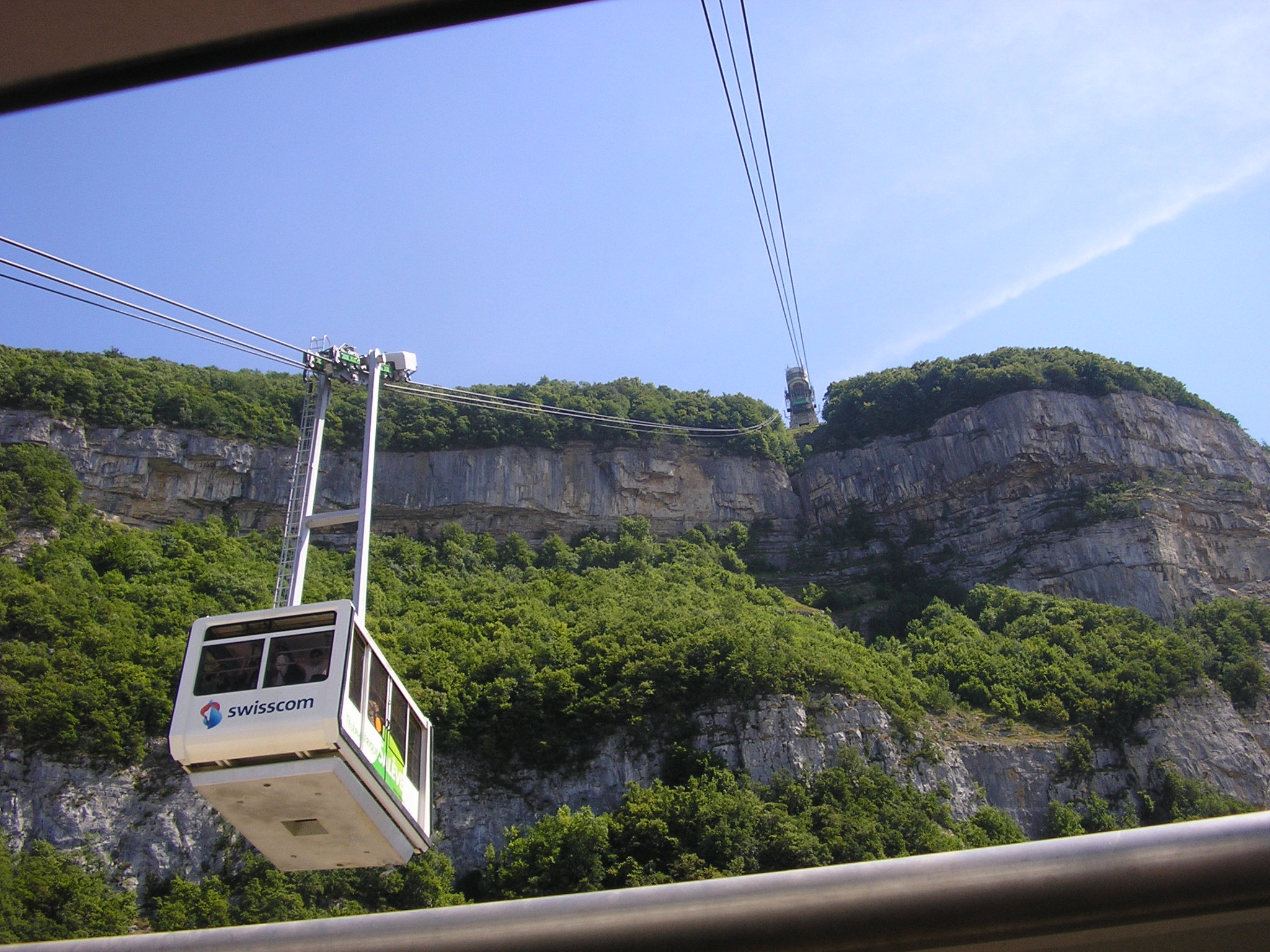
De kabelbaan (téléphérique) naar de Salève
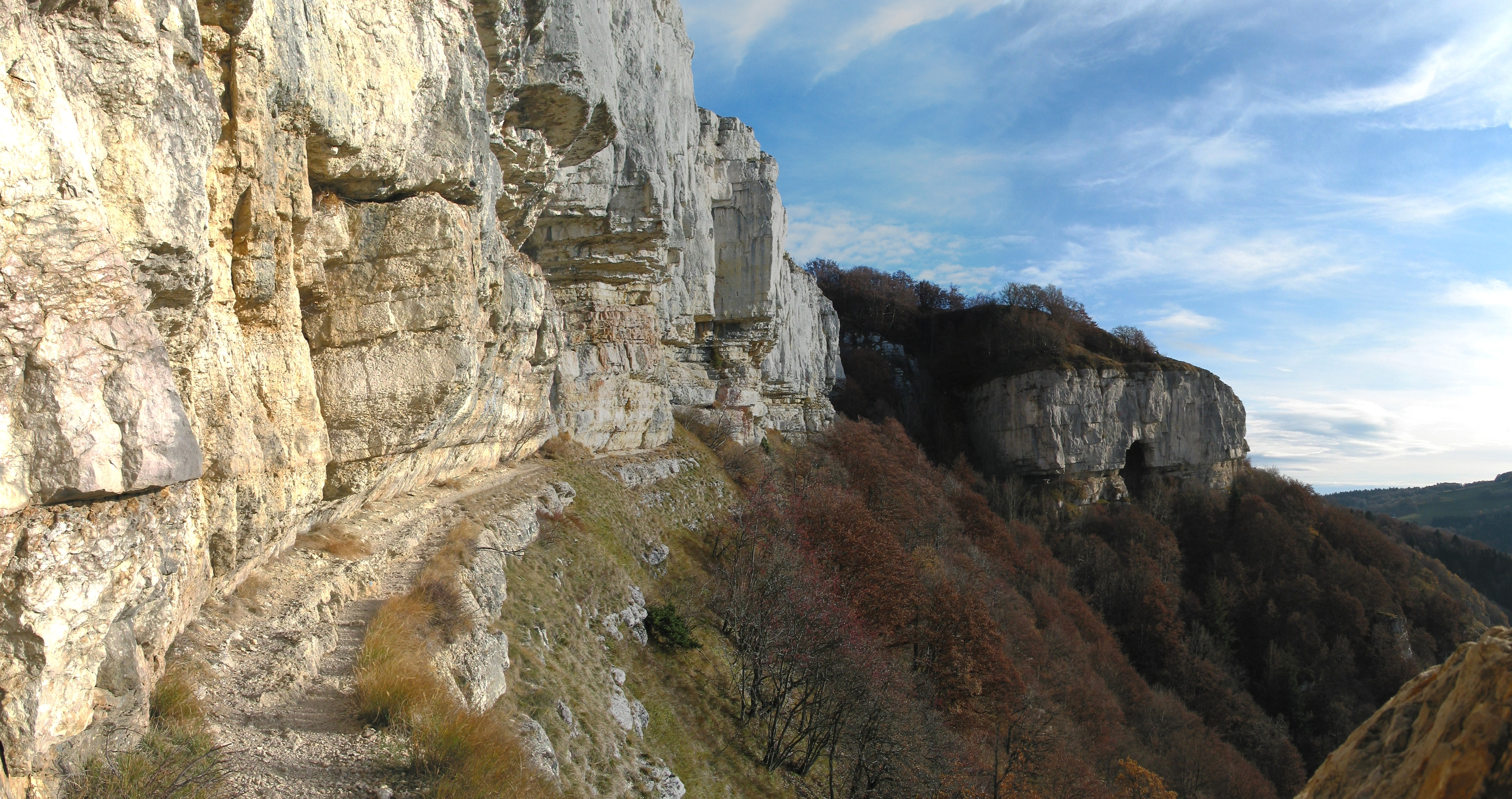
Corraterie en  Trou de la Tine
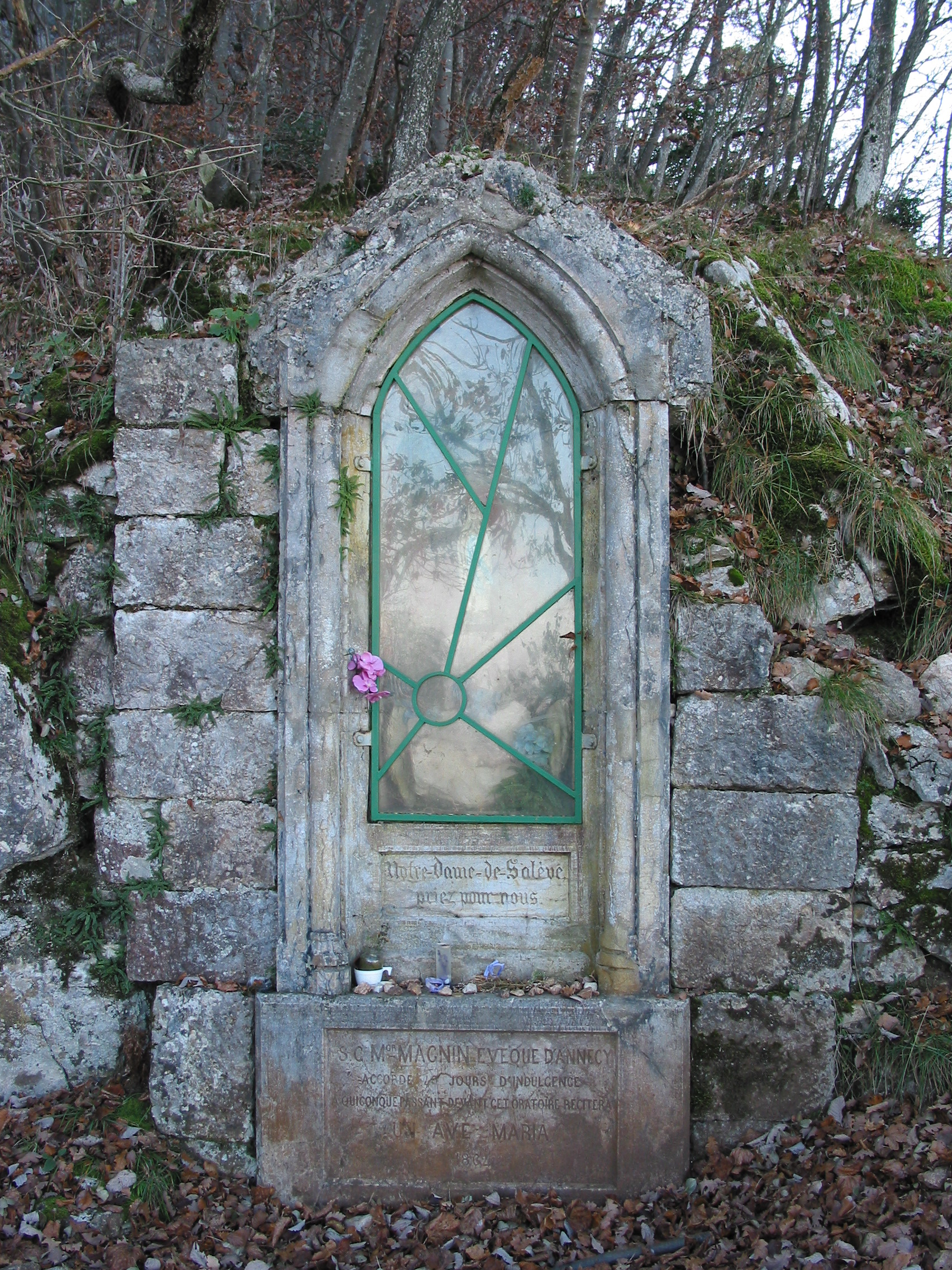
Oratorium van de Onze-Lieve-Vrouw van de Salève
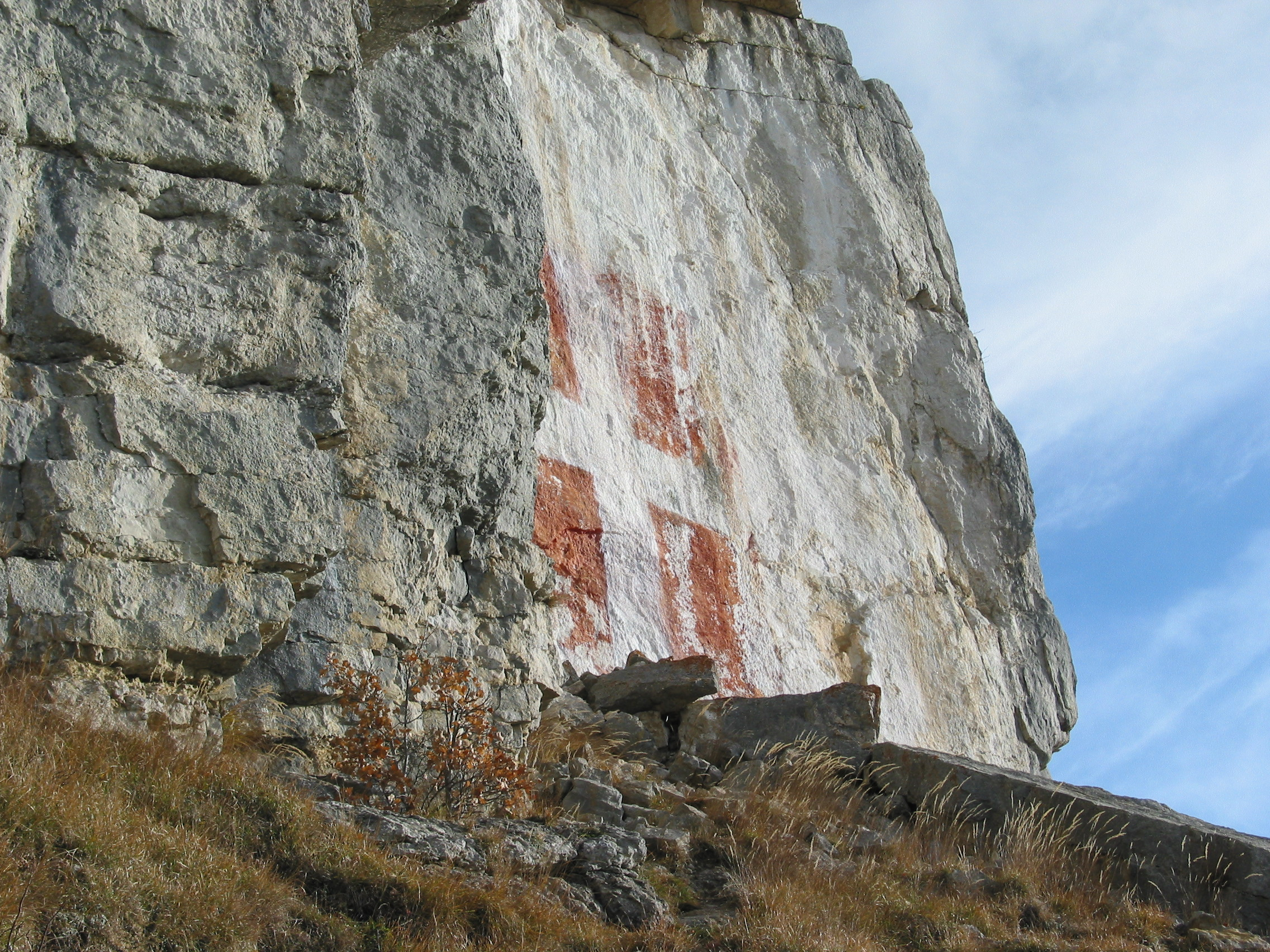
Kruis van de Savoye op de Salève